# 赫拉布尼克 (索隆卡市鎮)
49°41′45″N 24°3′46″E / 49.69583°N 24.06278°E
赫拉布尼克（羅馬化：Hrabnyk）是烏克蘭西部利維夫州利維夫區索隆卡市鎮的村莊。該村面積0.06平方公里，海拔高度341米，2001年人口23，人口密度每平方公里383.33人。